# Wipfratal
Wipfratal település Németországban, azon belül Türingiában. Lakosainak száma 2907 fő (2017. december 31.).

## Népesség
A település népességének változása:

| 2015 | 2 880 |
| 2017 | 2 907 |